# Opas melanoleuca
Opas melanoleuca là một loài nhện trong họ Tetragnathidae.
Loài này thuộc chi Opas. Opas melanoleuca được Cândido Firmino de Mello-Leitão miêu tả năm 1944.